# فهد طالب
فهد طالب، ولد في 21 أكتوبر 1994. هو حارس مرمى عراقي و يلعب حاليا لنادي القوة الجوية في الدوري العراقي الممتاز.

## مسيرته الدولية
بطولة آسيا للناشئين 2016 تحت 23
فهد طالب بدء حارس المرمى للعراق تحت 23 سنة في بطولة آسيا 2016 تحت 23 عاما في قطر. ذهب العراق إلى الانتهاء من 3 والفوز بالميدالية البرونزية. وتأهلوا لدورة الألعاب الاولمبية الصيفية لعام 2016.
البارز
ودعا طالب ما يصل إلى المنتخب الأول العراق ل2018 تصفيات كأس العالم لكرة القدم ضد فيتنام من شهر مارس 2016.

## الأندية التي مثلها
- نادي القوة الجوية.
- صنعت نفط عبادان
- نادي الزوراء